# سفارة تونس في المغرب
سفارة تونس في المغرب هي التمثيلية الرسمية وسفارة تونس في المغرب. تقع السفارة في الرباط تحديدا في 1 شارع عبد الكريم بن جلون و1 شارع إفران حيث تقع في الزاوية الرابطة بين الشارع وتفتح عليهما الاثنان..

## السفراء
سفراء تونس في المغرب هم على التوالي:
| السفير              | تاريخ التعيين              | تاريخ التعيين | تاريخ تقديم أوراق الاعتماد | تاريخ تقديم أوراق الاعتماد |
| ------------------- | -------------------------- | ------------- | -------------------------- | -------------------------- |
| الطيب السحباني      | 25 يونيو 1956              | [ 1 ]         |                            |                            |
| فتحي زهير           | ؟                          |               |                            |                            |
| بشير المهذبي        | 1972 (حتى 1974)            |               |                            |                            |
| صلاح الدين عبد الله | 20 سبتمبر 1978             | [ 2 ]         |                            |                            |
| محمد عمامو          | 4 أغسطس 1985               | [ 3 ]         |                            |                            |
| فؤاد المبزع         | 1986                       |               |                            |                            |
| زهير الشلي          | 31 ديسمبر 1987 (حتى ؟)     | [ 4 ]         |                            |                            |
| الشاذلي النفاتي     | ؟                          |               |                            |                            |
| أحمد خالد           | مايو 1991 (حتى يوليو 1992) |               |                            |                            |
| عبد الرحيم الزواري  | 1992 (حتى 1993)            |               |                            |                            |
| الصادق شعبان        | ؟                          |               |                            |                            |
| المنجي بوسنينة      | 1995 (حتى 1996)            |               |                            |                            |
| صالح البكاري        | 1997 (حتى 2009)            |               |                            |                            |
| الصادق القربي       | 22 مارس 2010               | [ 5 ]         |                            |                            |
| رافع بن عاشور       | 5 سبتمبر 2011              | [ 6 ]         |                            |                            |
| شفيق حاجي           | 15 مايو 2013               | [ 7 ]         |                            |                            |
| محمد الناجم الغرسلي | 23 فبراير 2016             | [ 8 ]         |                            |                            |
| محمد بن عياد        | 2 أبريل 2018               | [ 9 ]         |                            |                            |

## مقالات ذات صلة
- العلاقات التونسية المغربية
- سفارة المغرب في تونس